# Helen Jonas-Rosenzweig
Pour les articles homonymes, voir Jonas et Rosenzweig.
Helen Jonas-Rosenzweig, née Hélène Sternlicht  (Cracovie, 25 avril 1925 - Boca Raton, Floride, 20 décembre 2018), est une survivante de la Shoah en Pologne internée pendant la Seconde Guerre mondiale dans le camp de concentration de Płaszów où elle est forcée de travailler comme femme de chambre pour le commandant du camp Amon Göth.
Elle survit à la Shoah grâce à Oskar Schindler, qui sauva la vie de près de 1 200 Juifs. Après la guerre, Jonas-Rosenzweig émigre aux États-Unis. Elle rencontre la fille d'Amon Göth, Monika Hertwig (de), avec laquelle elle participe au documentaire Inheritance (2006), réalisé pour PBS par James Moll.

## Biographie
Helena Sternlicht naît en 1925 à Cracovie, pendant la Deuxième République de Pologne, de Szymon et Lola Sternlicht. Elle a deux sœurs, Bronisława et Sydonia. Quand l’Allemagne envahit la Pologne le 1er septembre 1939, elle et sa famille sont forcées d'entrer dans le Ghetto de Cracovie.

### Płaszów

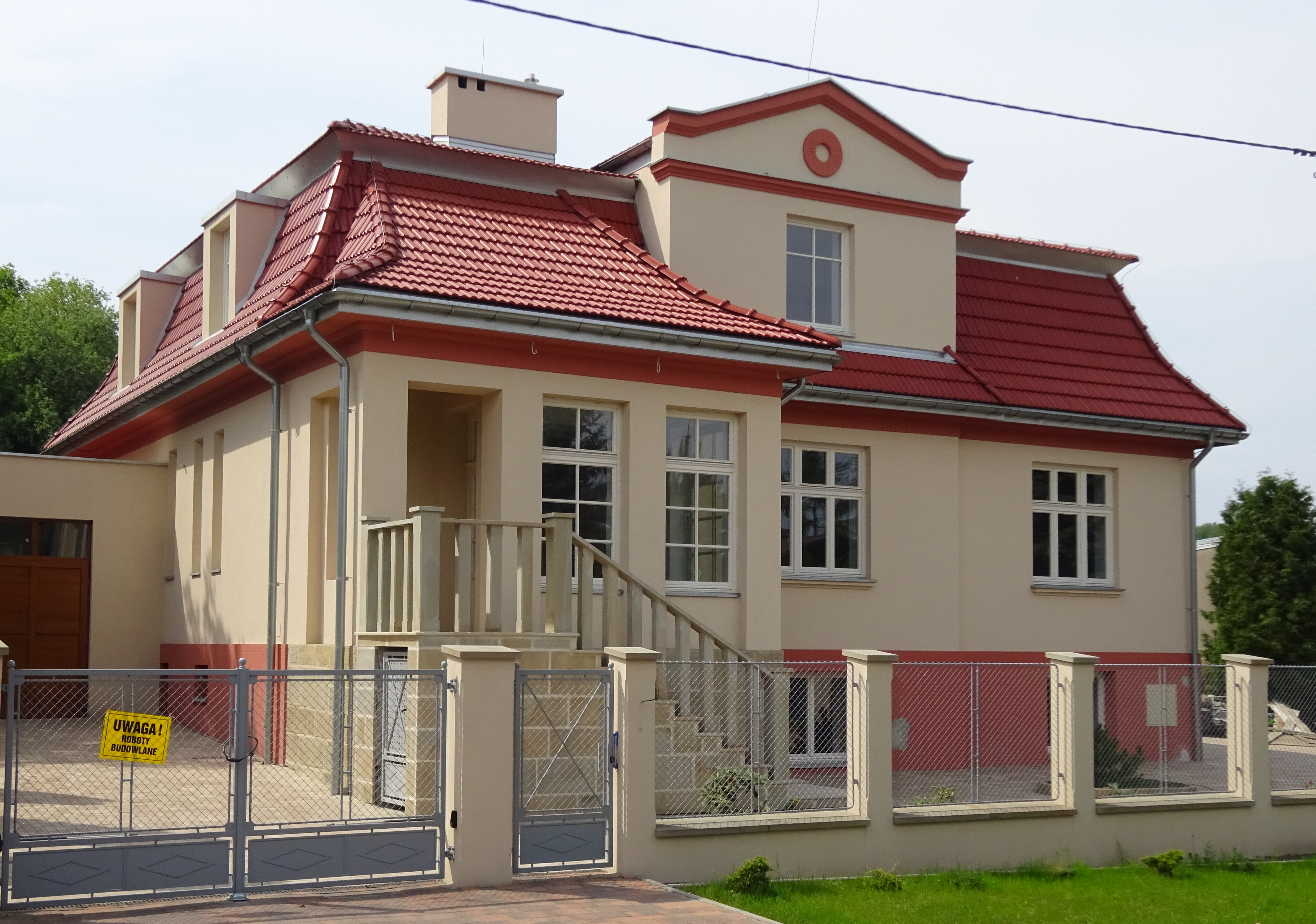
Maison d'Amon Göth à Płaszów (2018).

En 1942, les Sternlicht sont envoyés en camps de concentration. Son père meurt au camp d'extermination de Belzec. Sa mère, ses deux sœurs et elle-même sont envoyées au camp de Płaszów, un Arbeitslager (camp de travail). Le troisième jour de son internement, Sternlicht est en train de nettoyer les vitres de sa baraque lorsque Amon Göth, le commandant du camp, entre. Il commente son travail et lui ordonne de venir à sa villa sur les hauteurs du camp pour travailler comme femme de ménage,.
Elle quitte les baraques pour la résidence de Göth, où elle partage une pièce avec une autre femme de ménage, Helen Hirsch (qui apparaît dans le livre La Liste de Schindler et dans le film qui en est tiré La Liste de Schindler). Les deux femmes partagent les travaux ménagers de la maison pour les deux années suivantes, où elles vivent dans une peur constante pour leur vie. En travaillant pour Göth, Sternlicht est témoin de son sadisme. Elle raconte qu'il abattait des prisonniers depuis le balcon de sa villa, et assiste à l'assassinat de plusieurs personnes. Il la bat aussi. Elle raconte que, bien que le Amon Göth dépeint dans La Liste de Schindler soit attiré sexuellement par sa bonne, ce n'était pas le cas dans la vraie vie.
Elle raconte plus tard que peu après avoir déménagé dans la maison de Göth, elle l'a vu soudainement, et sans provocation, tuer un jeune Juif qui travaillait pour lui comme valet. Pendant cette période, Sternlicht a un petit-ami dans le camp, Adam Sztab, membre d'un groupe de résistants. Elle vole certains papiers à Göth qu'elle confie à Sztab. Göth découvre les activités de Sztab par un garde et l'abat d'une balle. Après ça, Göth fait pendre le corps de Sztab devant tous les autres prisonniers, avec un avertissement aux prisonniers susceptibles de vouloir s'échapper.

### Oskar Schindler
Oskar Schindler est un hôte fréquent de la villa de Göth et glisse régulièrement des mots d'encouragement à Sternlicht, dont une phrase dont elle se souviendra plus tard : « Vous vous souvenez de votre peuple en Égypte ? Ils ont été libérés. Donc, vous le serez vous aussi ». Après l'arrestation de Göth pour avoir réquisitionné une propriété juive aux dépens du gouvernement allemand, elle se souvient : « Comme par magie, toutes les cloches sonnaient — Schindler est là dans son manteau et me dit : Tu viens avec moi ». Schindler, qui sauvera près de 1 200 juifs d'Auschwitz en prétendant qu'il a besoin d'eux comme travailleurs pour sa fabrique, ajoute Sternlicht et ses sœurs, Bronisława et Sydonia à sa liste de travailleurs, qui sera connue plus tard sous le nom des schindlerjuden (juifs de Schindler). À ce moment-là, sa mère est déjà morte d'une pneumonie.
Alors que l'Armée rouge s'approche de Cracovie à la fin de 1944, Płaszów est fermé et les prisonniers sont envoyés dans d'autres camps en Pologne, dont le camp d'extermination d'Auschwitz. Schindler monte un plan pour ouvrir une fabrique de munitions à Brněnec dans le Protectorat de Bohême-Moravie, pour y transférer ses travailleurs de Cracovie. Les hommes de la liste voyagent sans encombre jusque Brněnec mais les 300 travailleuses de Schindler, dont Sternlicht et ses sœurs, sont envoyées à Auschwitz. Après plusieurs semaines de négociations et de pots-de-vin par Schindler, les femmes sont envoyées à Brněnec. Sternlicht et ses sœurs passent le reste de la guerre dans le camp de Schindler jusqu'à leur libération par l'Armée rouge en mai 1945.
Après la guerre, Sternlicht témoigne lors du procès d'Amon Göth à Cracovie, où il sera condamné à mort et exécuté.

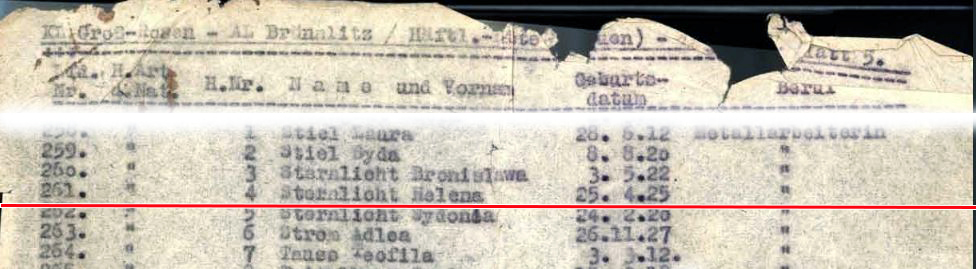
Helena Sternlicht sur la liste de Schindler

## Le documentaireInheritance
En 2004, Jonas-Rosenzweig rencontre Monika Hertwig (de), la fille d'Amon Göth,,. C'est Hertwig qui a demandé à la rencontrer mais Jonas-Rosenzweig hésite car ses souvenirs de Göth et du camp sont encore traumatiques. Elle accepte après qu'Hertwig lui ait écrit « nous devons le faire pour les gens assassinés ». Jonas-Rosenzweig est touchée par ce sentiment et accepte de la rencontrer au Płaszów Memorial Monument et de faire un tour dans la ville de Göth avec elle pour le documentaire Inheritance (en). Le réalisateur du documentaire, James Moll, en association avec Steven Spielberg, aide à la réunion des deux femmes,,,.

## Vie privée
Elle rencontre Joseph Jonas deux jours après la libération, l'épouse et émigre avec sa famille aux États-Unis en 1946. Ils vivent dans le Bronx, y élèvent trois enfants : un garçon et deux jumelles. En 1980, Joseph, qui souffre de la culpabilité du survivant, meurt par suicide. Elle épouse plus tard le philanthrope et développeur Henry Rosenzweig (né le 5 septembre 1917). Veuve une seconde fois en 2007, elle réside à Boca Raton, en Floride, jusqu'à sa mort en décembre 2018,.